# Leon Hirszman
Leon Hirszman, né le 22 novembre 1937 à Rio de Janeiro et mort dans cette ville le 15 septembre 1987, est un scénariste et réalisateur brésilien, figure notable du Cinema Novo.

## Biographie
Fils d'immigrants juifs polonais, Chaim Josek Hirszman et Sura Ryvka, après des études d'ingénieur, Leon Hirszman, très tôt impliqué dans la vie sociale et politique de son pays - il est membre du parti communiste brésilien -, se consacre à la diffusion d'un cinéma militant au sein des ciné-clubs. Documentariste par vocation, il devient un des chefs de file du Cinema Novo aux côtés, entre autres, de Paulo Cesar Saraceni. Après quelques documentaires très enracinés dans les réalités sociologiques du Brésil (Maioria Absoluta sur la misère et l'analphabétisme du Nordeste en 1964, ou Garota de Ipanema, portrait de la moyenne bourgeoisie de Rio de Janeiro en 1967), Leon Hirszman met en scène son film le plus marquant : São Bernardo (1971), inspiré par l'œuvre de Graciliano Ramos, mais dont la censure retarda sa diffusion. Producteur malheureux, animateur de la Coopérative brésilienne de cinéma, fondée par les vétérans du Cinema Novo (1980), il tourne, en 1981, un documentaire sur les grèves ouvrières (ABC da Greve) et l'adaptation d'une pièce avant-gardiste dans la description de la condition ouvrière, primée au Festival de Venise : Ils ne portent pas de smoking (Eles Não Usam Black-tie). Son dernier film, en forme de trilogie, Imagens do Inconsciente (1986) relate l'existence de deux hommes et une femme traités dans un centre psychiatrique et s'adonnant à la peinture. Leon Hirszman est décédé des suites d'un sida contracté au cours d'une transfusion sanguine.

## Filmographie partielle
- 1962 : Cinco Vezes Favela (pt)
- 1964 : Maioria absoluta (pt)
- 1965 : A Falecida
- 1967 : Garota de Ipanema (pt)
- 1969 : Nelson Cavaquinho
- 1969 : Sexta-Feira da Paixão, Sábado de Aleluia
- 1972 : São Bernardo
- 1973 : Megalópolis
- 1973 : Ecologia
- 1976 : Cantos do Trabalho
- 1976 : Que País É Este?
- 1978 : Carnaval do Povo
- 1981 : Ils ne portent pas de smoking (Eles Não Usam Black-tie)
- 1982 : Carnaval do Povo
- 1982 : Partido Alto (pt)
- 1988 : Imagens do Inconsciente
- 1990 : ABC da Greve
- 1995 : Cinema Brasileiro: Mercado Ocupado
- 1996 : Bahia de Todos os Sambas
- 2014 : Posfácio: Imagens do Inconsciente